# 帕拉达德西尔
帕拉达德西尔，是西班牙加利西亚自治区奥伦塞省的一个市镇。总面积62平方公里，总人口841人（2001年），人口密度14人/平方公里。